# Moisdon-la-Rivière
Moisdon-la-Rivière [mwadɔ̃ la ʁivjɛʁ]  est une commune de l'Ouest de la France, située dans le département de la Loire-Atlantique, en région Pays de la Loire.

## Géographie

### Localisation

Situation de la commune de Moisdon-la-Rivière dans le département de la Loire-Atlantique.

La commune de Moisdon-la-Rivière est située à douze kilomètres au sud de Châteaubriant sur l'axe Châteaubriant-Nort-sur-Erdre (RD178), dans le quart nord-est du département.
Située à 56 km de Nantes, la commune est souvent considérée dans la troisième couronne nantaise en termes de déplacements domicile-travail.
| Louisfert |                           | Erbray        |
| Issé      | Moisdon-la-Rivière        | Petit-Auverné |
|           | La Meilleraye-de-Bretagne | Grand-Auverné |

### Géologie et relief
L'altitude sur le territoire de la commune varie entre 31 et 78 mètres.
Le point bas (31 mètres) se trouve au lieu-dit Le Pas Hervé, sur la route d'Issé à l'ouest de la commune.

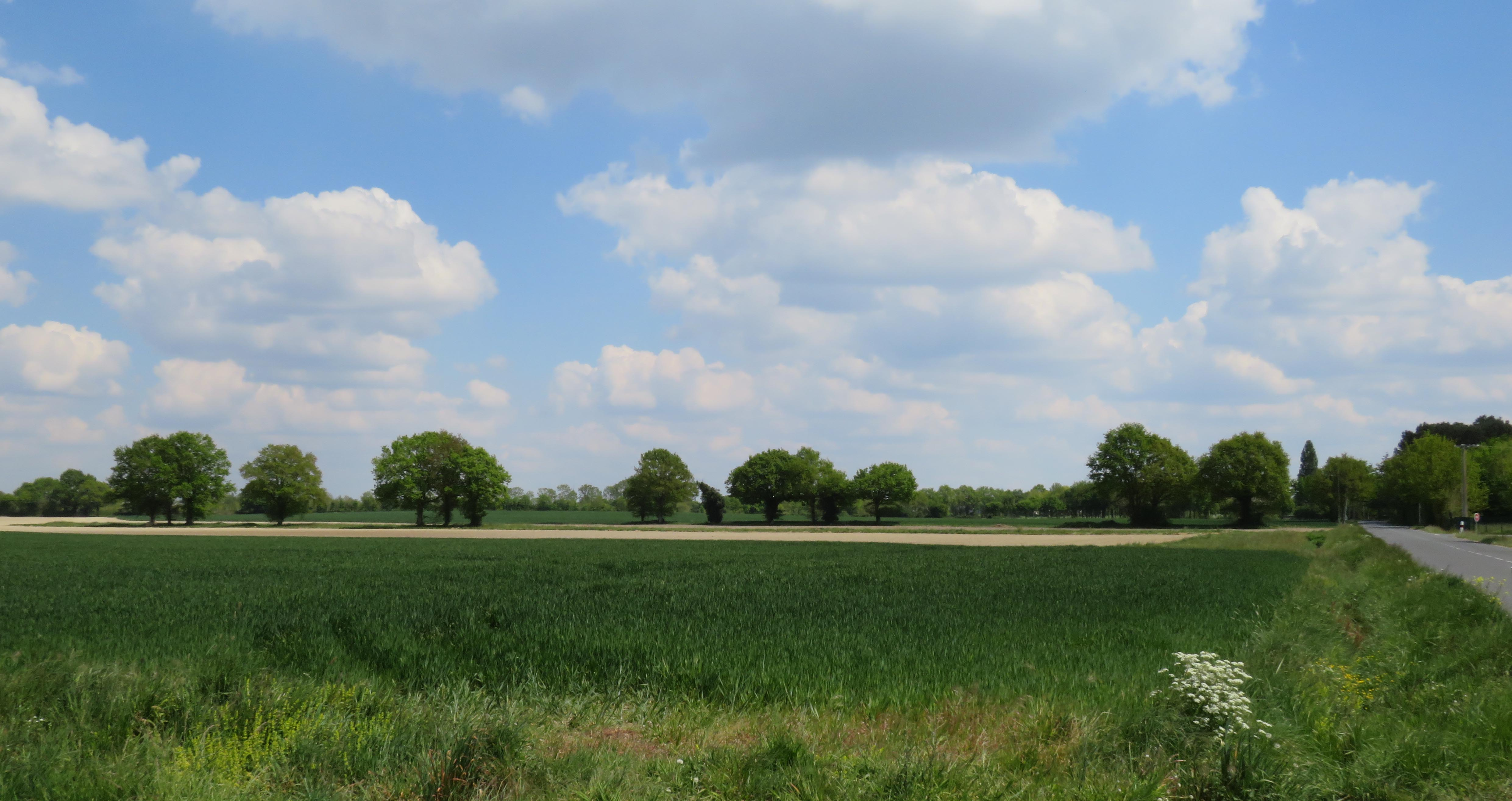
À 31 m d'altitude, le Don déborde fréquemment en automne et en hiver.

Le point haut (78 mètres), également à l'ouest se trouve au lieu-dit La Quibutière.

### Paysages
Majoritairement ruraux, les paysages de la commune varient du bocage aux landes méditerranéennes. Autour du site des Forges (comme au lieu-dit La Boulaie) les affleurements schisteux donnent un aspect très pierreux, en décalage avec les champs et les haies bocagères encore nombreuses.
Quelques bosquets boisent le paysage ainsi que la Forêt Pavée (privée) au nord de la commune qui s'étale également sur Erbray et Louisfert.

### Climat
Pour des articles plus généraux, voir Climat des Pays de la Loire et Climat de la Loire-Atlantique.
En 2010, le climat de la commune est de type climat océanique altéré, selon une étude du CNRS s'appuyant sur une série de données couvrant la période 1971-2000. En 2020, Météo-France publie une typologie des climats de la France métropolitaine dans laquelle la commune est exposée à un climat océanique et est dans la région climatique  Bretagne orientale et méridionale, Pays nantais, Vendée, caractérisée par une faible pluviométrie en été et une bonne insolation. 
Pour la période 1971-2000, la température annuelle moyenne est de 11,7 °C, avec une amplitude thermique annuelle de 13,7 °C. Le cumul annuel moyen de précipitations est de 745 mm, avec 12,2 jours de précipitations en janvier et 6,6 jours en juillet. Pour la période 1991-2020, la température moyenne annuelle observée sur la station météorologique de Météo-France la plus proche, sur la commune de Soudan à 14 km à vol d'oiseau, est de 12,2 °C et le cumul annuel moyen de précipitations est de 826,4 mm,. Pour l'avenir, les paramètres climatiques de la commune estimés pour 2050 selon différents scénarios d'émission de gaz à effet de serre sont consultables sur un site dédié publié par Météo-France en novembre 2022.

## Urbanisme

### Typologie
Au 1er janvier 2024, Moisdon-la-Rivière est catégorisée commune rurale à habitat très dispersé, selon la nouvelle grille communale de densité à sept niveaux définie par l'Insee en 2022.
Elle est située hors unité urbaine. Par ailleurs la commune fait partie de l'aire d'attraction de Châteaubriant, dont elle est une commune de la couronne,. Cette aire, qui regroupe 20 communes, est catégorisée dans les aires de moins de 50 000 habitants,.

### Occupation des sols
L'occupation des sols de la commune, telle qu'elle ressort de la base de données européenne d’occupation biophysique des sols Corine Land Cover (CLC), est marquée par l'importance des territoires agricoles (89,6 % en 2018), une proportion sensiblement équivalente à celle de 1990 (90,2 %). La répartition détaillée en 2018 est la suivante : 
terres arables (54,9 %), zones agricoles hétérogènes (28,3 %), forêts (8 %), prairies (6,4 %), zones urbanisées (1,8 %), milieux à végétation arbustive et/ou herbacée (0,6 %). L'évolution de l’occupation des sols de la commune et de ses infrastructures peut être observée sur les différentes représentations cartographiques du territoire : la carte de Cassini (XVIIIe siècle), la carte d'état-major (1820-1866) et les cartes ou photos aériennes de l'IGN pour la période actuelle (1950 à aujourd'hui).

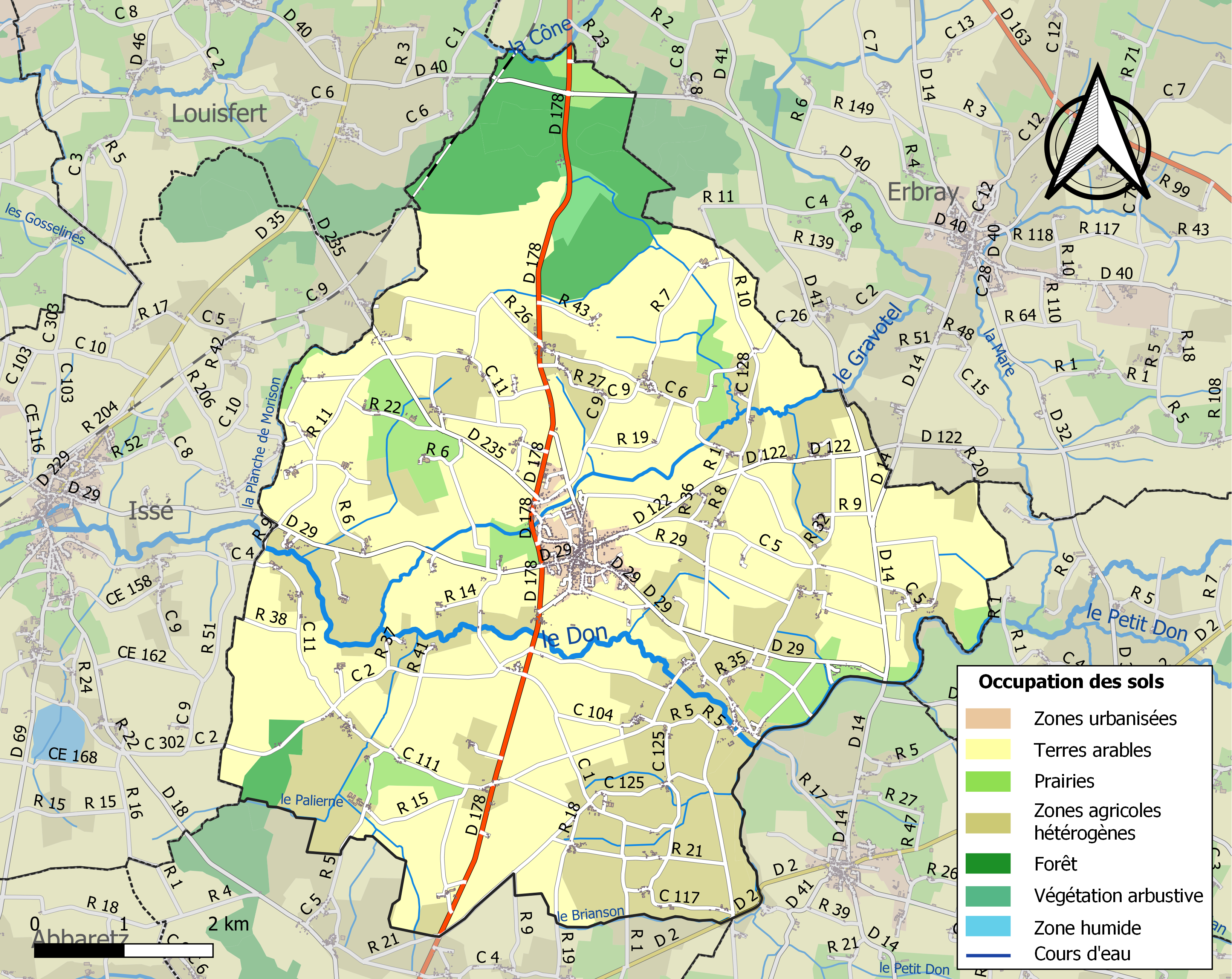
Carte des infrastructures et de l'occupation des sols de la commune en 2018 (CLC).

### Voies de communication et transports
La D 41 qui relie Châteaubriant et la commune du Grand-Auverné permet le contournement du bourg de Moisdon, et passe le Don grâce à un pont massif mono-arche difficilement praticable pour les piétons.

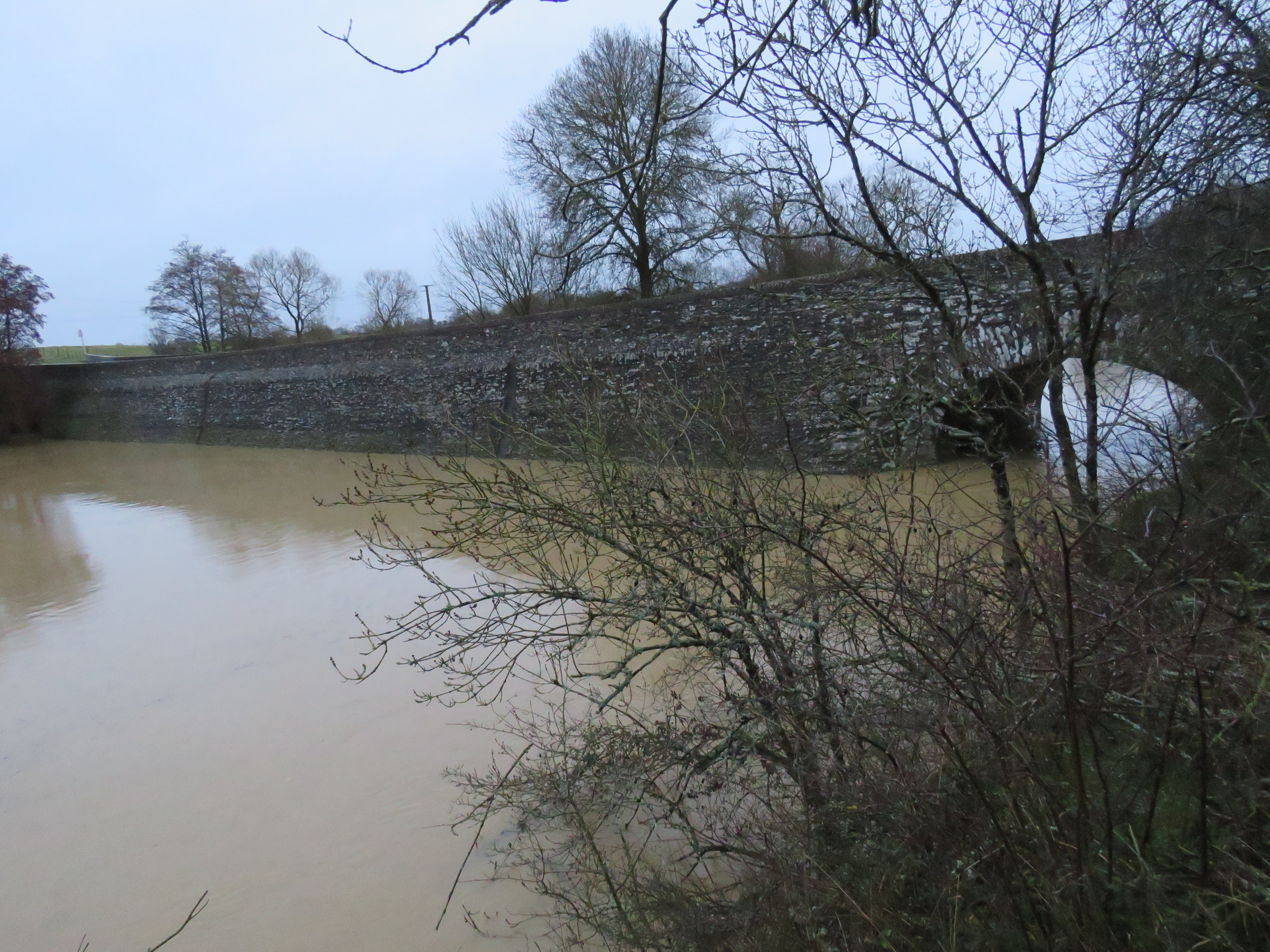
Le pont de Moisdon au Grand-Auverné.

A la fin du XIXe siècle, la commune était desservie par un tramway (ligne Châteaubriant-Ancenis) appelé Tramway d'Erbray. La ligne n'existe plus, mais la rue de la gare existe toujours et une portion de voies y est conservée en décoration à l'angle de la rue des Perrières. Passant par le bourg, la ligne rejoignait le Grand-Auverné par le pont de l'étang des forges.

## Toponymie
Le nom de la commune est attesté sous la forme Villa Madonis en 990, Meldono en 1050, Maidonuio en 1120, Maidon en 1050 Moisdon en 1287,  et sous sa forme latine Maldonium dès 1123 ou Maedonium.
Moisdon est devenu Moisdon-la-Rivière en 1891.
Moisdon-la-Rivière possède un nom en gallo, la langue d'oïl locale : Mouédon, prononcé [mwedɔ̃] ou [mwɛdɔ̃].
La forme bretonne proposée par l'Office public de la langue bretonne est Maezon-ar-Stêr.

## Histoire
Moisdon-la-Rivière est l’ancien fief des seigneurs de Moisdon ou Maisdon, en latin « meldono », issus des seigneurs de Rougé au Moyen Âge.
La famille du Hamel a été seigneur de la Bothelière, du Pavillon et du Val, paroisse de Moisdon.

### XXesiècle

#### Le camp de réfugiés espagnols
En 1939, le préfet de Loire-Inférieure fait installer à Moisdon-la-Rivière et Juigné-des-Moutiers des camps d'accueil pour les réfugiés espagnols de la zone républicaine.
Afin de libérer les colonies de vacances (Pornichet, Le Pouliguen) où se trouvent les réfugiés au printemps, le camp de Moisdon (Camp de la Forge) ouvre le 31 mai, celui de Juigné début juin. L'effectif des deux camps est de 1 160 personnes en août et de 996 en octobre. On connaît le détail pour le camp de Moisdon à la date du 24 octobre :
- total : 688 réfugiés ;
- femmes : 306 ;
- enfants : 356 ;
- hommes : 26.

La diminution des effectifs est en partie liée aux rapatriements vers l'Espagne franquiste : le 30 juillet, départ de 35 personnes. 186 autres s'inscrivent pour le rapatriement du 18 août, mais les militants communistes présents rappellent les dangers du retour. Beaucoup de volontaires se désistent : finalement 46 seulement partent.
Cet épisode permet aux autorités de repérer les « agitateurs » et « agitatrices » qui seront punis lorsqu'après la signature du pacte germano-soviétique, ils se lancent dans une propagande hostile à la guerre ; plusieurs d'entre eux sont transférés vers le camp de Saint-Cyprien (Pyrénées-Orientales).
Le camp se vide aussi parce que les épouses et les enfants rejoignent l'homme de la famille quand il trouve un emploi, ce qui est facilité par l'entrée en guerre de la France. Les derniers réfugiés espagnols quittent le camp le 11 novembre 1940.

#### Le camp tsigane

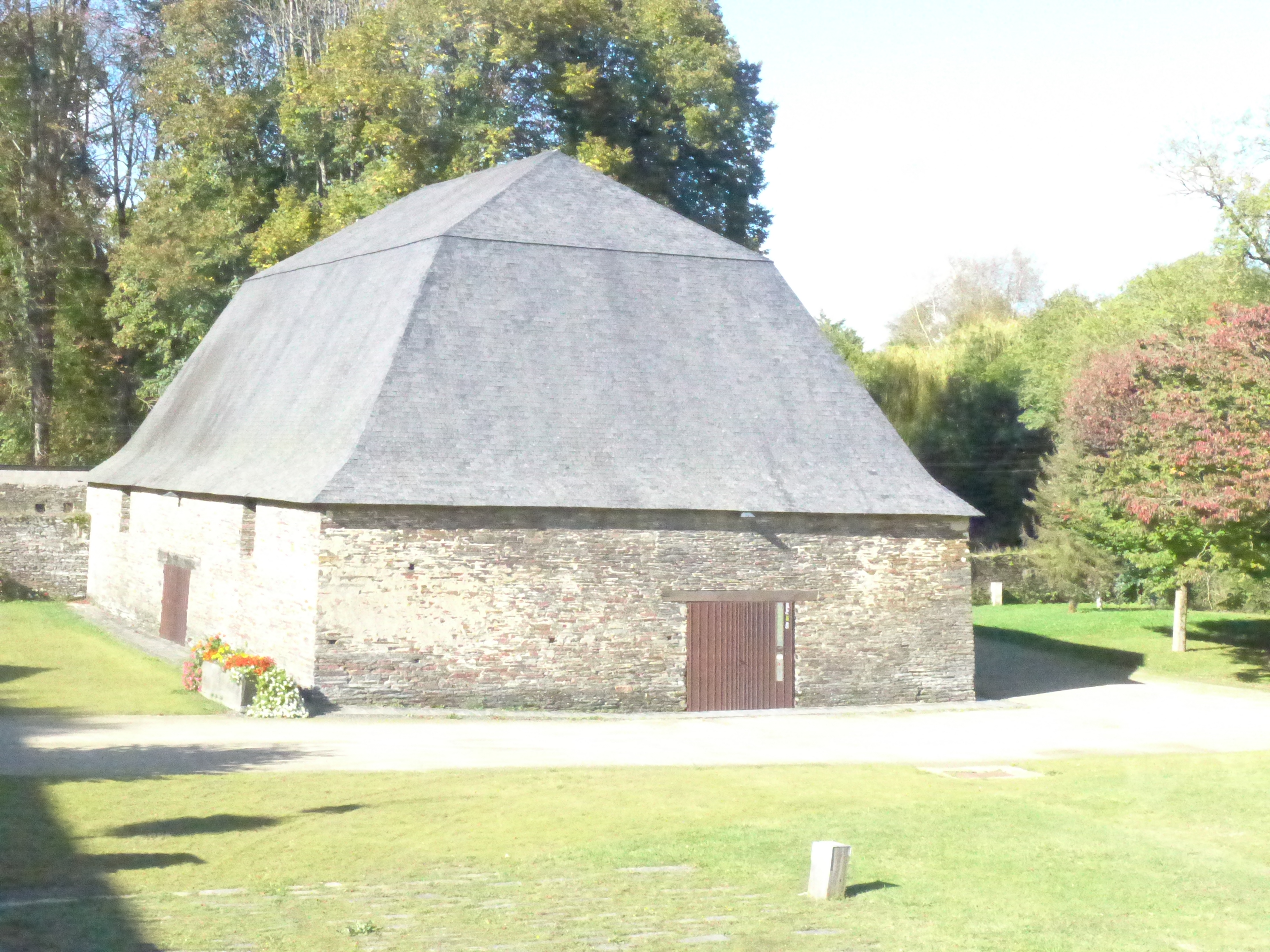
Halle où ont été internés des Républicains espagnols puis des Tsiganes de 1939 à 1942 à Moisdon-la-Rivière.

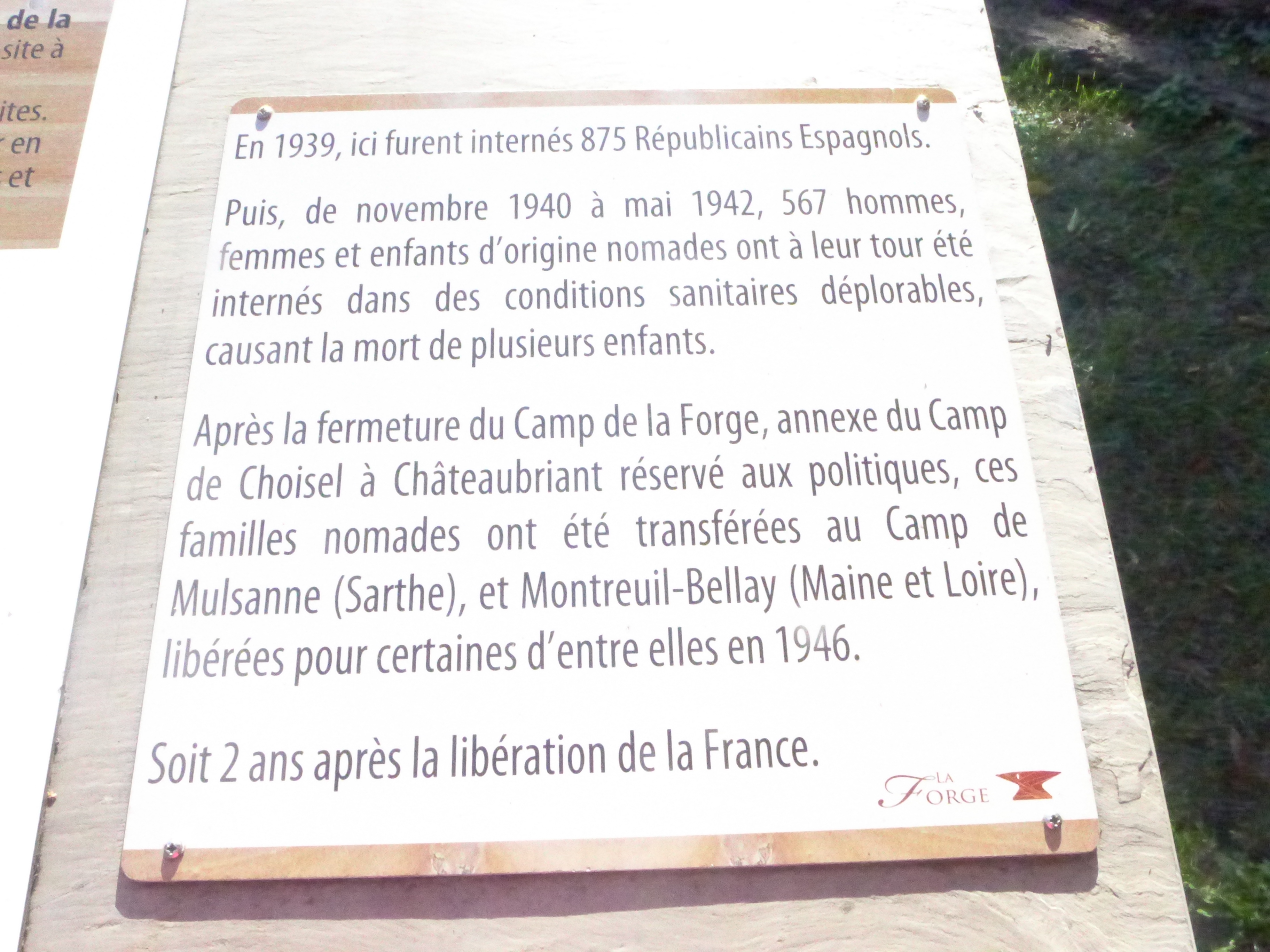
Plaque commémorative au camp de la Forge, où ont été internés des Républicains espagnols puis des Tsiganes de 1939 à 1942 à Moisdon-la-Rivière.

Ils sont rapidement remplacés par des Tsiganes. Le camp tsigane fonctionne jusqu'en mai 1942 : il reste alors 267 internés (dont 150 enfants) qui sont transférés au camp de Mulsanne puis au camp de concentration de Montreuil-Bellay où certains resteront jusqu'en avril 1946. Une cérémonie commémorative du camp de la Forge a été organisée le 13 avril 2008.

#### Les fusillés de Châteaubriant
Les vingt-sept, de la carrière de la Sablière à Châteaubriant, le 22 octobre 1941.
1re Sépulture : Moisdon la Rivière
Charles Delavacquerie : 19 ans, né au Quesnoy (Nord), militant communiste. Son corps a été transféré dans le cimetière parisien du Père Lachaise.
Eugène Kérivel : 50 ans, de Douarnenez (Finistère), militant communiste. Son corps a été transféré dans le cimetière de Basse-Indre (Loire-Atlantique).
Raymond Laforge : 43 ans, de Montargis (Loiret), militant communiste. Son corps est resté à Moisdon la Rivière (Loire-Atlantique).

## Politique et administration

### Liste des maires
M. Xavier fut nommé maire par un arrêté du préfet de Châteaubriant en date du 28 décembre 1847, en remplacement de M. Palierne démissionnaire. Sa prestation de serment s'est déroulée le 16 janvier 1848 à la mairie en présence de MM. Gautier (adjoint), Frangeul, Leconte, Jambu, Dauffry, Garnier, Volteau, Bonnarme, Conneau, Commé, Fournis, Guimaut ainsi que du Comte d'Arimont. Son serment :
"Je jure fidélité au roi des Français, obéissance à la charte constitutionnelle et aux lois du Royaume."
M. Ernoul a démissionné de son poste en mars 1851 ; le 9 mars lors du conseil devant élire son successeur, les membres présents lui ont demandé de retirer sa démission. Celui-ci a dû refuser et afficher sa volonté de persister dans sa détermination. M. Bizeul a été élu avec quinze voix, M. Ernoul en a tout de même eu 2 (et un bulletin blanc).
Le mandat de Julien Gauchet, élu maire en mai 1859, s'interrompt en octobre 1870. Charron de métier, installé à Gravotel avec son épouse Jeanne née Joly, il cèdera la place de premier édile de la commune quelques mois seulement avant le décès de sa fille Louise-Marie âgée de 3 ans (en juillet 1871). Il est à noter que les archives départementales ne gardent pas traces de la délibération d'élection de M. Victor Jambu celle-ci n'étant attestée qu'à posteriori et datée à partir des actes de l'état-civil. La dernière délibération signée par M. le maire Gauchet concerne la création du conseil de recensement pour l'établissement de la Garde Nationale Sédentaire.
M. Le comte Charles Ginoux-Defermon a été élu député de la Loire-Inférieure (arrondissement de Châteaubriant) le 24 mars 1901, avec 12 701 voix pour 13 990 suffrages exprimés (23 299 inscrits). Il s'est présenté en remplacement de son oncle, le comte du Breil de Pontbriand, devenu sénateur. Il sera réélu en 1902 au premier tour contre M. Bailly (14 321 voix contre 110 !), le 6 mai 1906 sans opposant et le 24 avril 1910 de nouveau au premier tour contre M. Jousselin (11 884 voix contre 5 452).

### Jumelages
La commune n'a pas de jumelage connu.

## Population et société

### Démographie
Selon le classement établi par l'Insee, Moisdon-la-Rivière est une commune multipolarisée. Elle fait partie de la zone d'emploi et du bassin de vie de Châteaubriant. Elle n'est intégrée dans aucune unité urbaine. Toujours selon l'Insee, en 2010, la répartition de la population sur le territoire de la commune était considérée comme « peu dense » : 78 % des habitants résidaient dans des zones « peu denses »  et 22 % dans des zones « très peu denses ».

#### Évolution démographique
L'évolution du nombre d'habitants est connue à travers les recensements de la population effectués dans la commune depuis 1793. Pour les communes de moins de 10 000 habitants, une enquête de recensement portant sur toute la population est réalisée tous les cinq ans, les populations de référence des années intermédiaires étant quant à elles estimées par interpolation ou extrapolation. Pour la commune, le premier recensement exhaustif entrant dans le cadre du nouveau dispositif a été réalisé en 2004.

En 2022, la commune comptait 1 964 habitants, en évolution de +0,2 % par rapport à 2016 (Loire-Atlantique : +6,68 %, France hors Mayotte : +2,11 %).
| 1793  | 1800  | 1806  | 1821  | 1831  | 1836  | 1841  | 1846  | 1851  |
| ----- | ----- | ----- | ----- | ----- | ----- | ----- | ----- | ----- |
| 1 910 | 1 505 | 2 155 | 2 137 | 2 371 | 2 306 | 2 305 | 2 545 | 2 529 |

| 1856  | 1861  | 1866  | 1872  | 1876  | 1881  | 1886  | 1891  | 1896  |
| ----- | ----- | ----- | ----- | ----- | ----- | ----- | ----- | ----- |
| 2 624 | 2 609 | 2 504 | 2 545 | 2 605 | 2 683 | 2 619 | 2 577 | 2 544 |

| 1901  | 1906  | 1911  | 1921  | 1926  | 1931  | 1936  | 1946  | 1954  |
| ----- | ----- | ----- | ----- | ----- | ----- | ----- | ----- | ----- |
| 2 514 | 2 423 | 2 364 | 2 083 | 1 988 | 1 983 | 1 919 | 2 005 | 1 905 |

| 1962  | 1968  | 1975  | 1982  | 1990  | 1999  | 2004  | 2006  | 2009  |
| ----- | ----- | ----- | ----- | ----- | ----- | ----- | ----- | ----- |
| 1 947 | 1 810 | 1 842 | 1 807 | 1 810 | 1 734 | 1 777 | 1 785 | 1 932 |

| 2014  | 2019  | 2022  | - | - | - | - | - | - |
| ----- | ----- | ----- | - | - | - | - | - | - |
| 1 943 | 1 968 | 1 964 | - | - | - | - | - | - |

#### Pyramide des âges
La population de la commune est relativement jeune.
En 2018, le taux de personnes d'un âge inférieur à 30 ans s'élève à 33,8 %, soit en dessous de la moyenne départementale (37,3 %). À l'inverse, le taux de personnes d'âge supérieur à 60 ans est de 28,9 % la même année, alors qu'il est de 23,8 % au niveau départemental.
En 2018, la commune comptait 952 hommes pour 1 008 femmes, soit un taux de 51,43 % de femmes, légèrement supérieur au taux départemental (51,42 %).
Les pyramides des âges de la commune et du département s'établissent comme suit.
| Hommes | Classe d’âge | Femmes |
| ------ | ------------ | ------ |
| 0,7    | 90 ou +      | 3,0    |
| 7,0    | 75-89 ans    | 12,5   |
| 18,5   | 60-74 ans    | 16,0   |
| 19,8   | 45-59 ans    | 18,5   |
| 19,7   | 30-44 ans    | 16,7   |
| 14,7   | 15-29 ans    | 13,3   |
| 19,6   | 0-14 ans     | 20,0   |

| Hommes | Classe d’âge | Femmes |
| ------ | ------------ | ------ |
| 0,6    | 90 ou +      | 1,8    |
| 6      | 75-89 ans    | 8,6    |
| 15,1   | 60-74 ans    | 16,4   |
| 19,4   | 45-59 ans    | 18,8   |
| 20,1   | 30-44 ans    | 19,3   |
| 19,2   | 15-29 ans    | 17,4   |
| 19,5   | 0-14 ans     | 17,6   |

## Culture locale et patrimoine

### Lieux et monuments
Deux lieux situés sur la commune sont classés monuments historiques :
- église Saint-Jouin : fondée et bâtie au XIe et XIe siècles, agrandie au XIXe siècle, l'unique église romane fortifiée du département ;

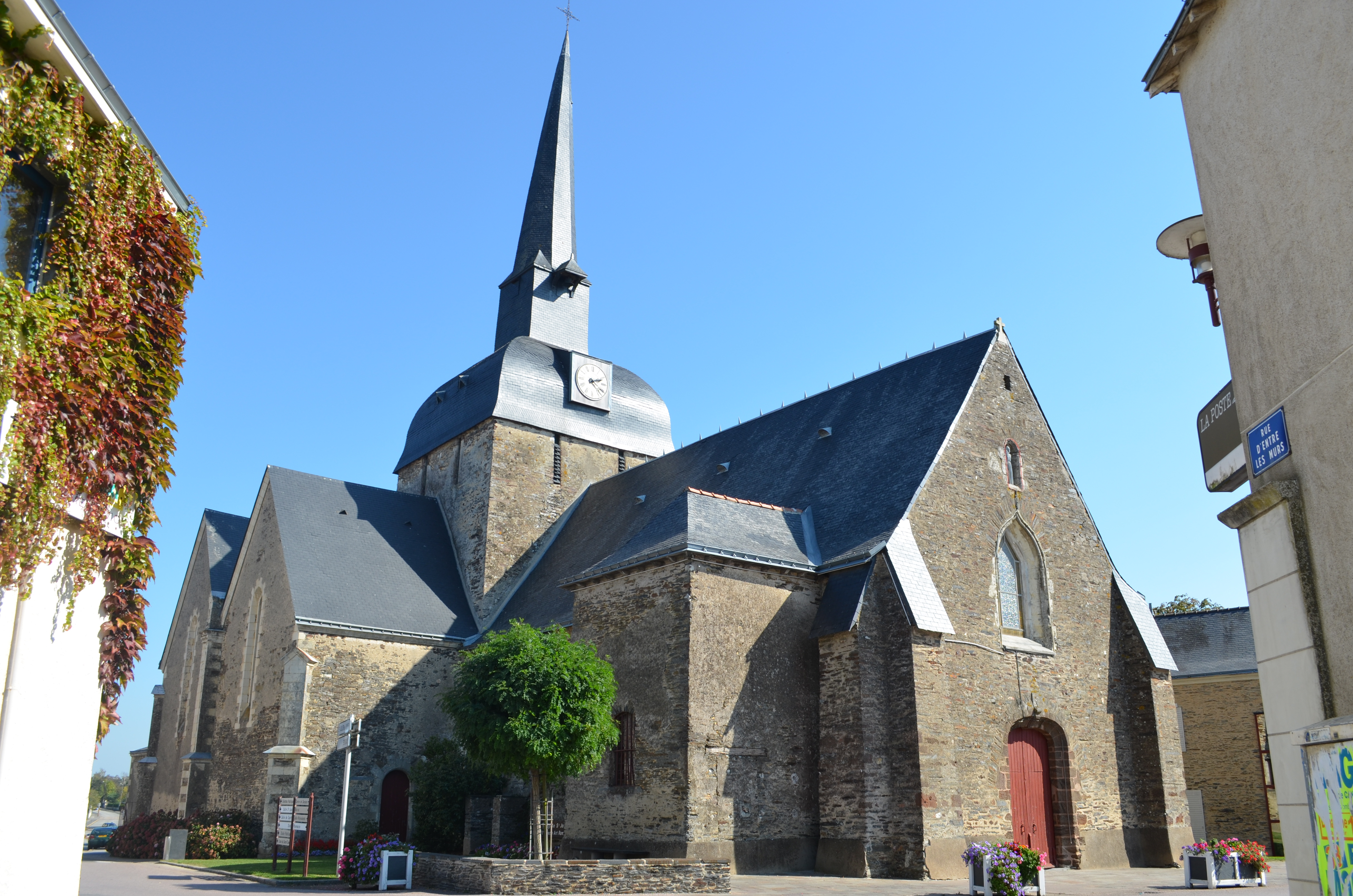
Vue d'ensemble depuis la rue d'entre les murs.
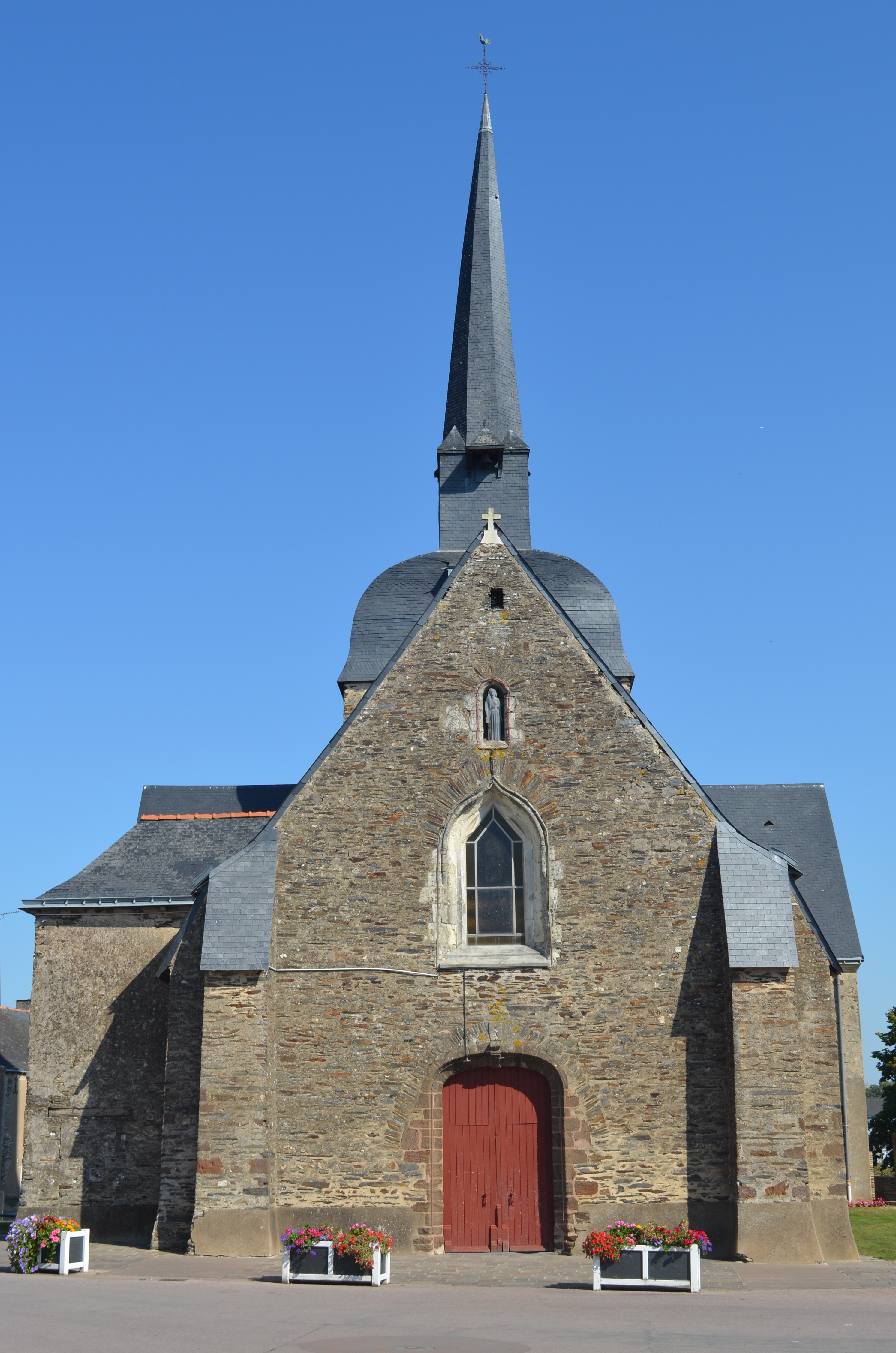
Façade du portail depuis la place de l'église.
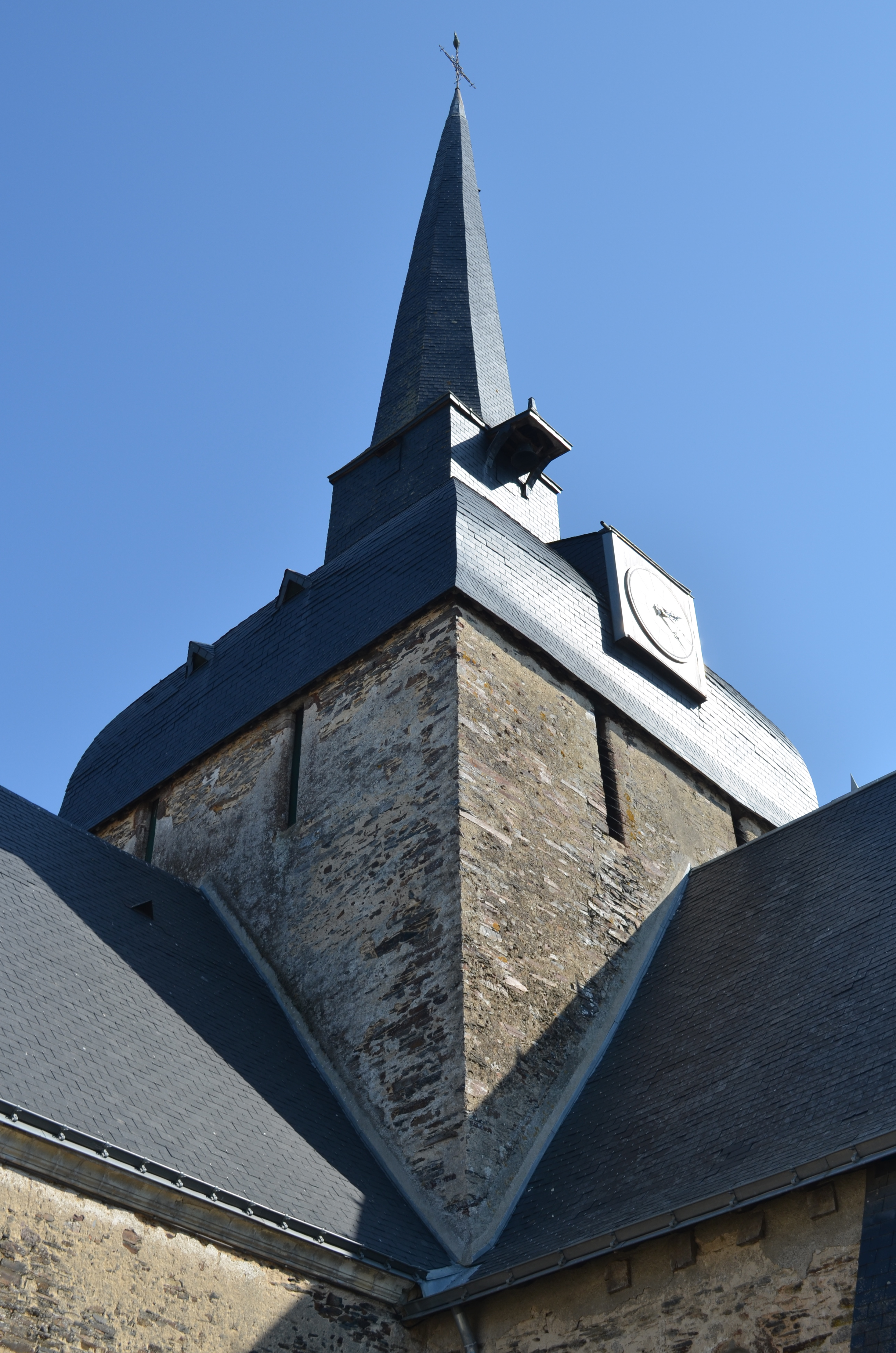
Le clocher.
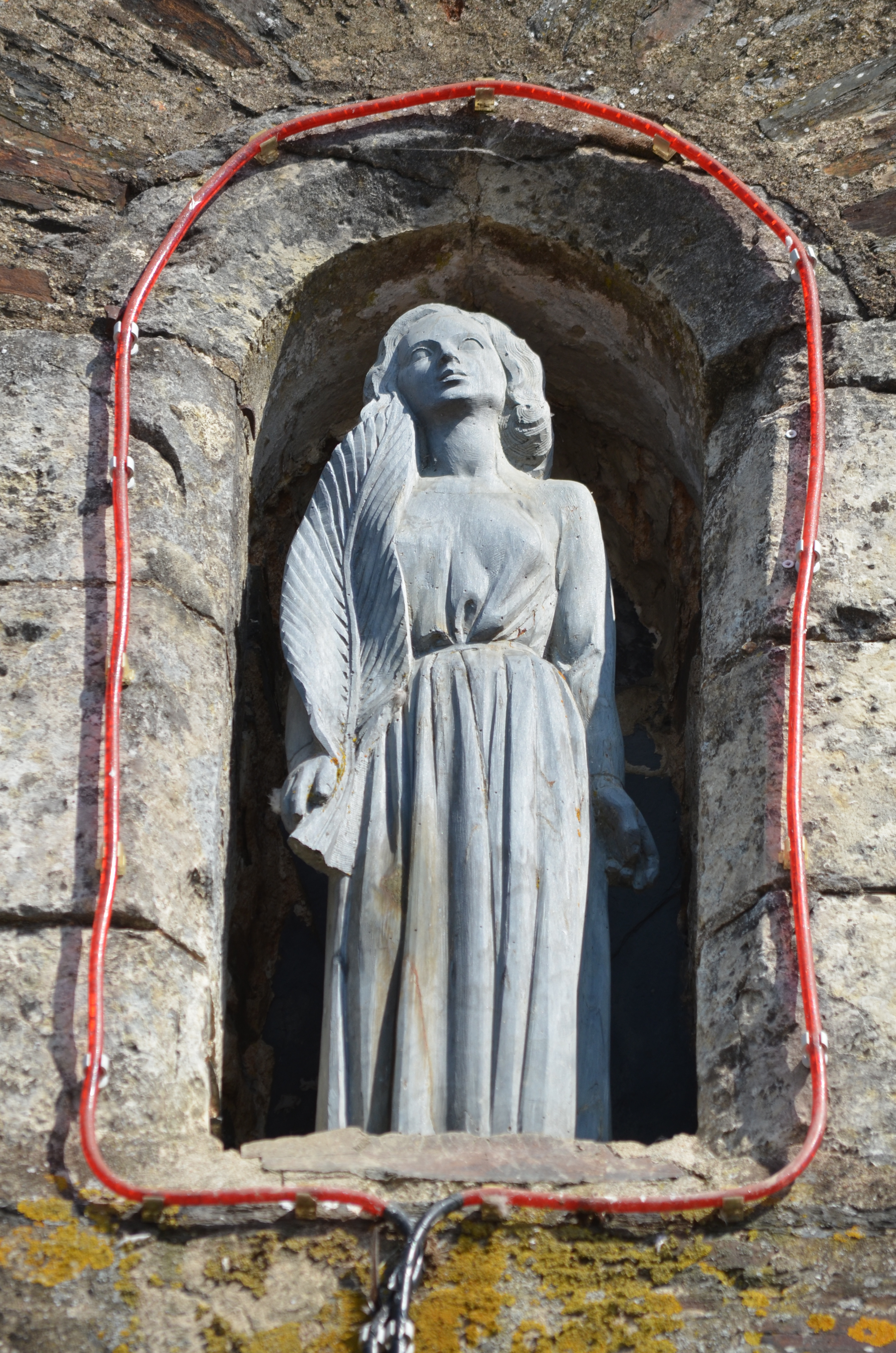
Sculpture ornant la façade.
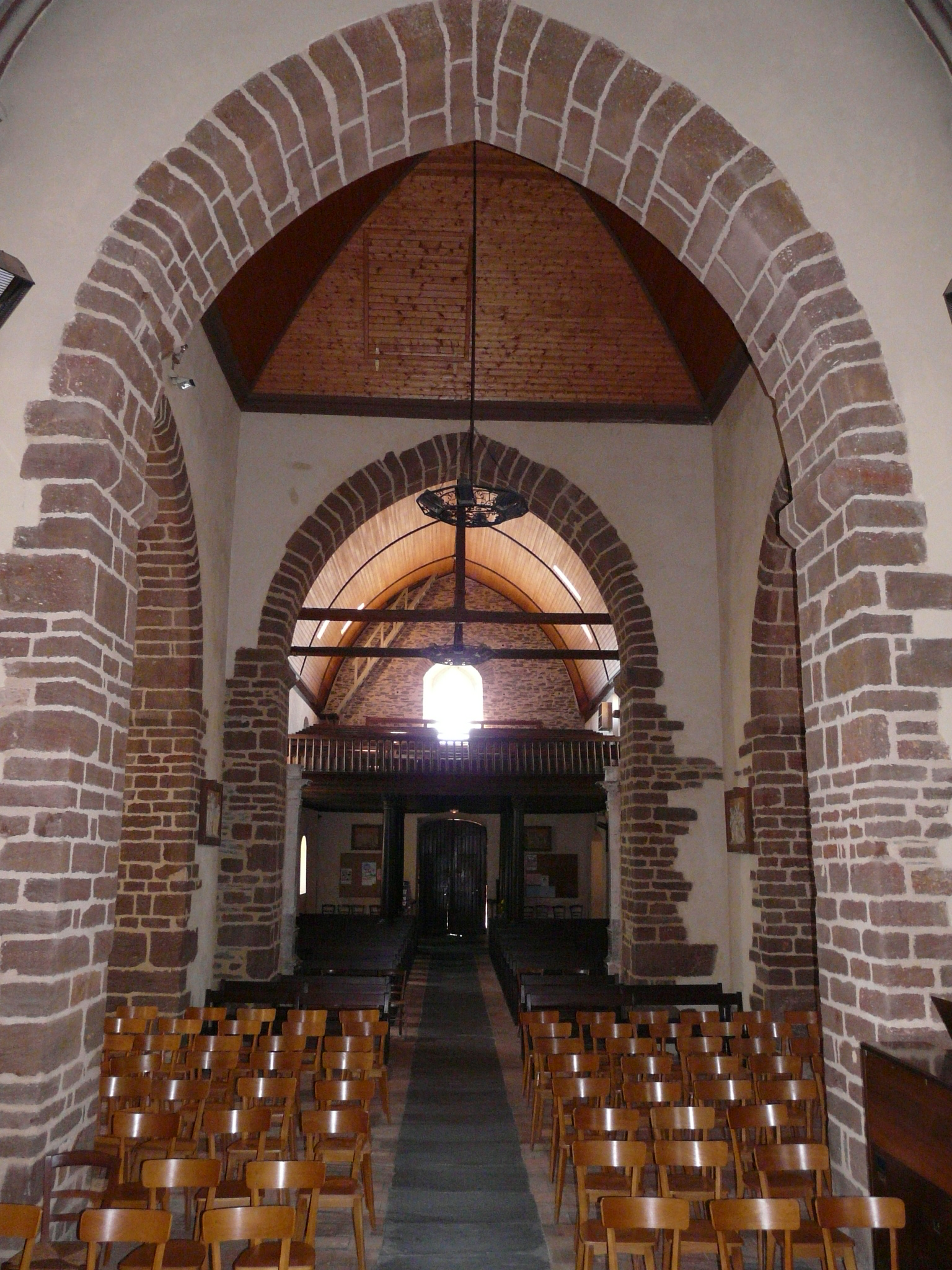
Intérieur du clocher fortifié de l'église Saint-Jouin.

- site de la Forge-Neuve : les anciennes forges dont le début de construction remonte au XVIIe siècle : halles dites neuve et du fourneau ainsi que les deux ponts des Bourbiers. Sur le même site, les Maisons de maître de forges, deux maisons de périodes différentes : la première et la seconde, qui comprend une chapelle. Plusieurs maisons d'ouvriers forment une petite rue. C'est sur ce même site de la Forge que furent installés des réfugiés espagnols de la zone républicaine en 1939 puis des Tziganes en 1941-1942[32].

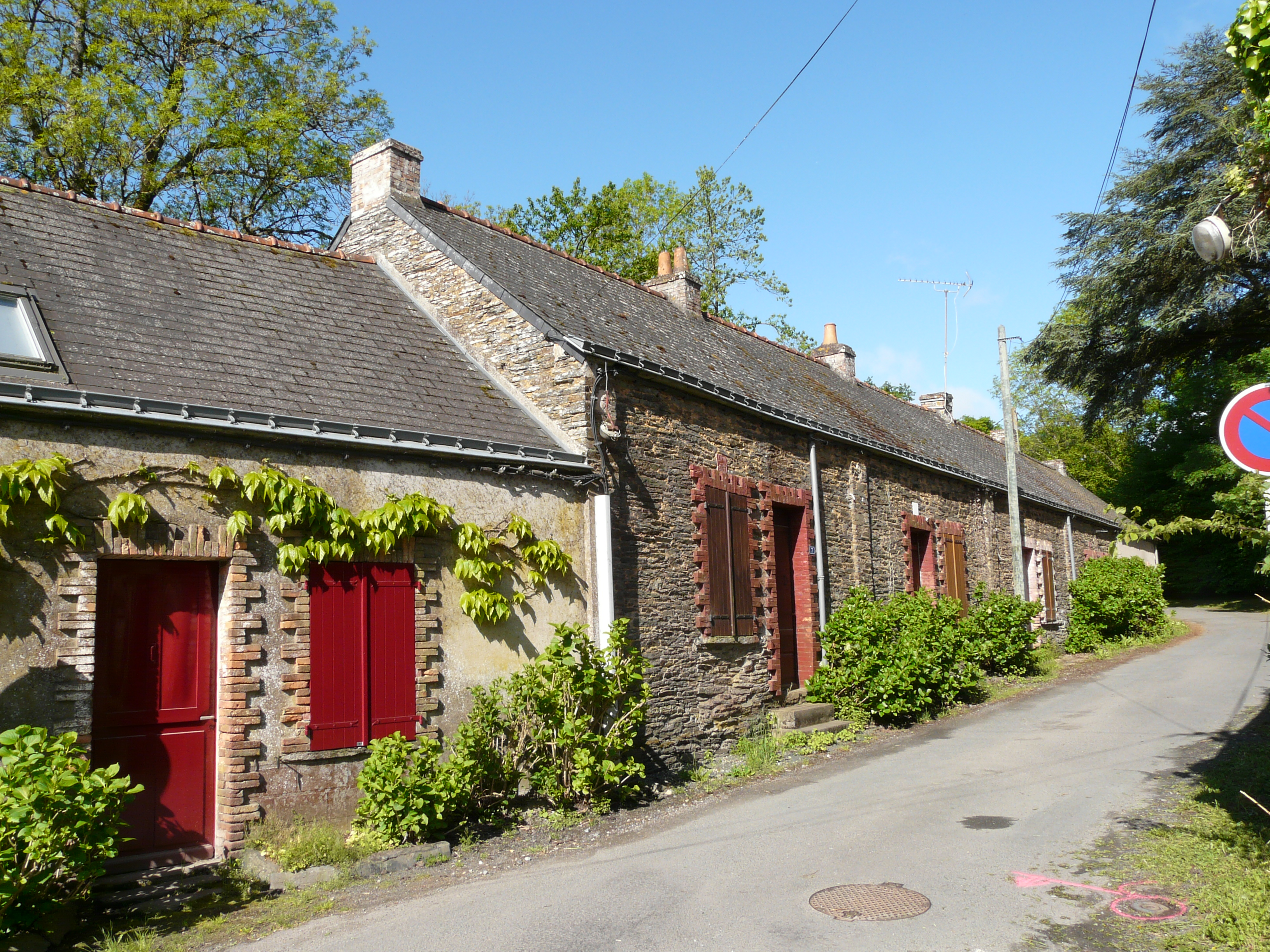
Ruelle des logements des ouvriers de forge (Forgeneuve).
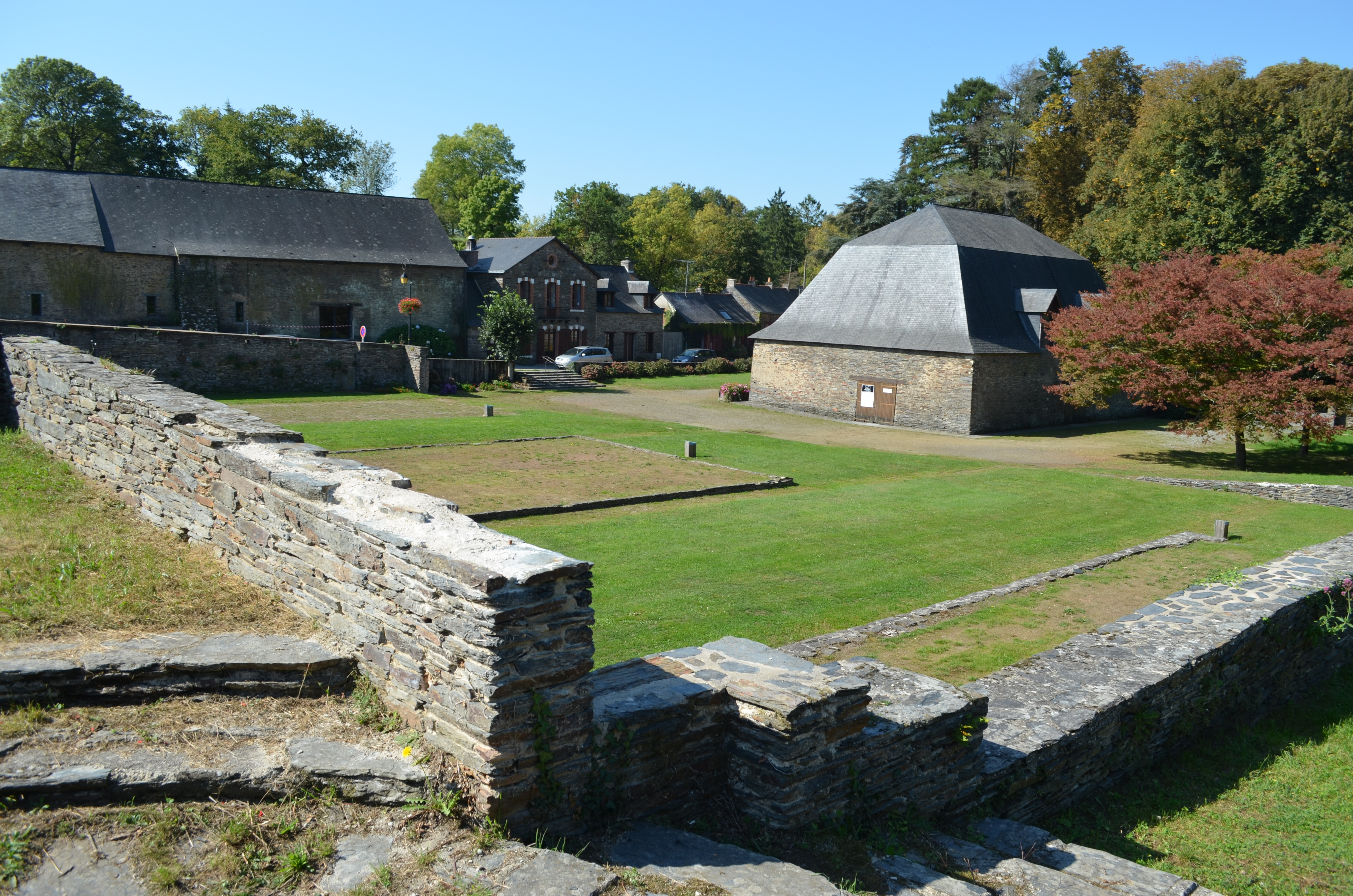
Vestiges et halle neuve.
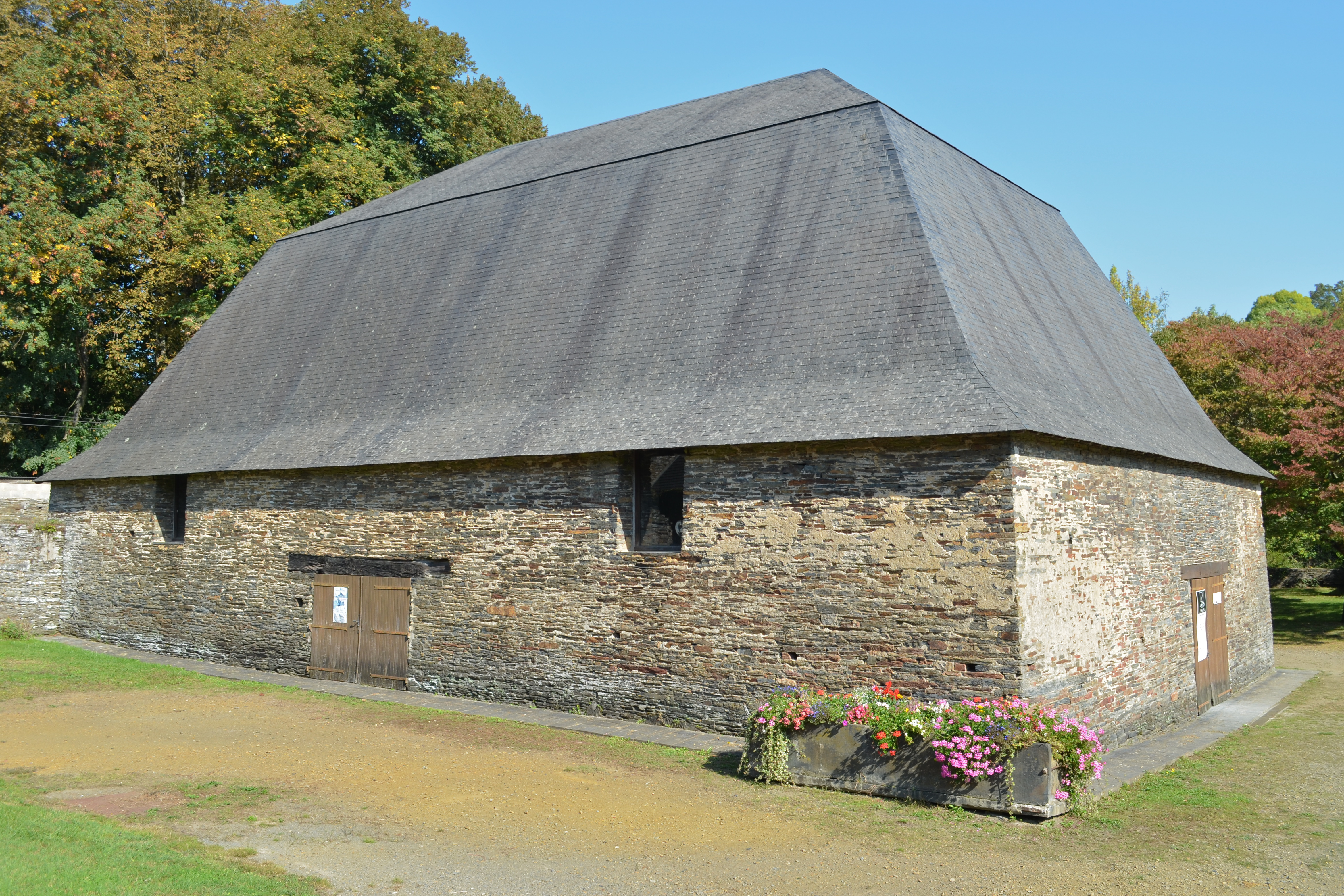
Halle neuve.
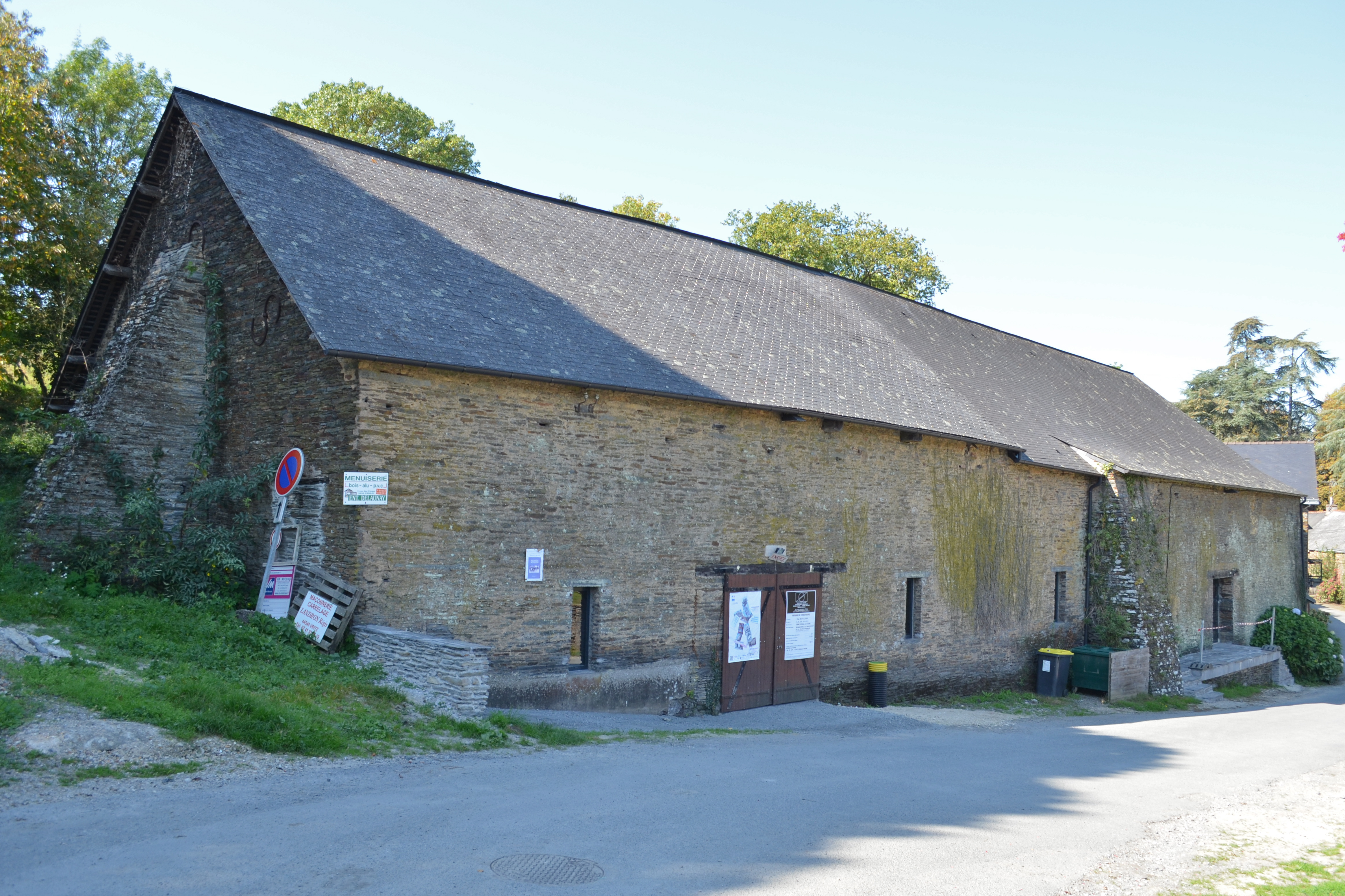
Halle à charbon du fourneau.
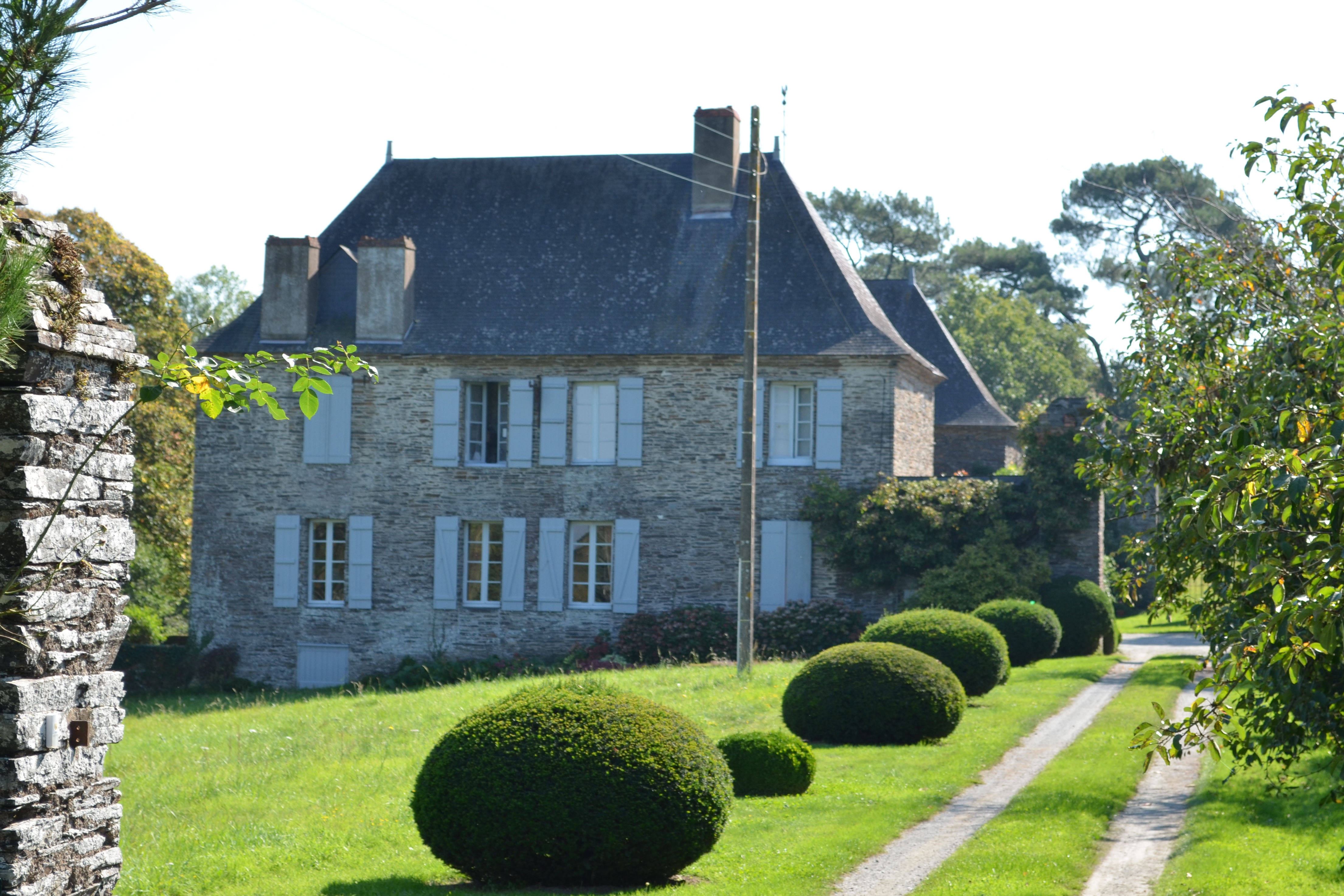
La seconde maison de maître de forges.
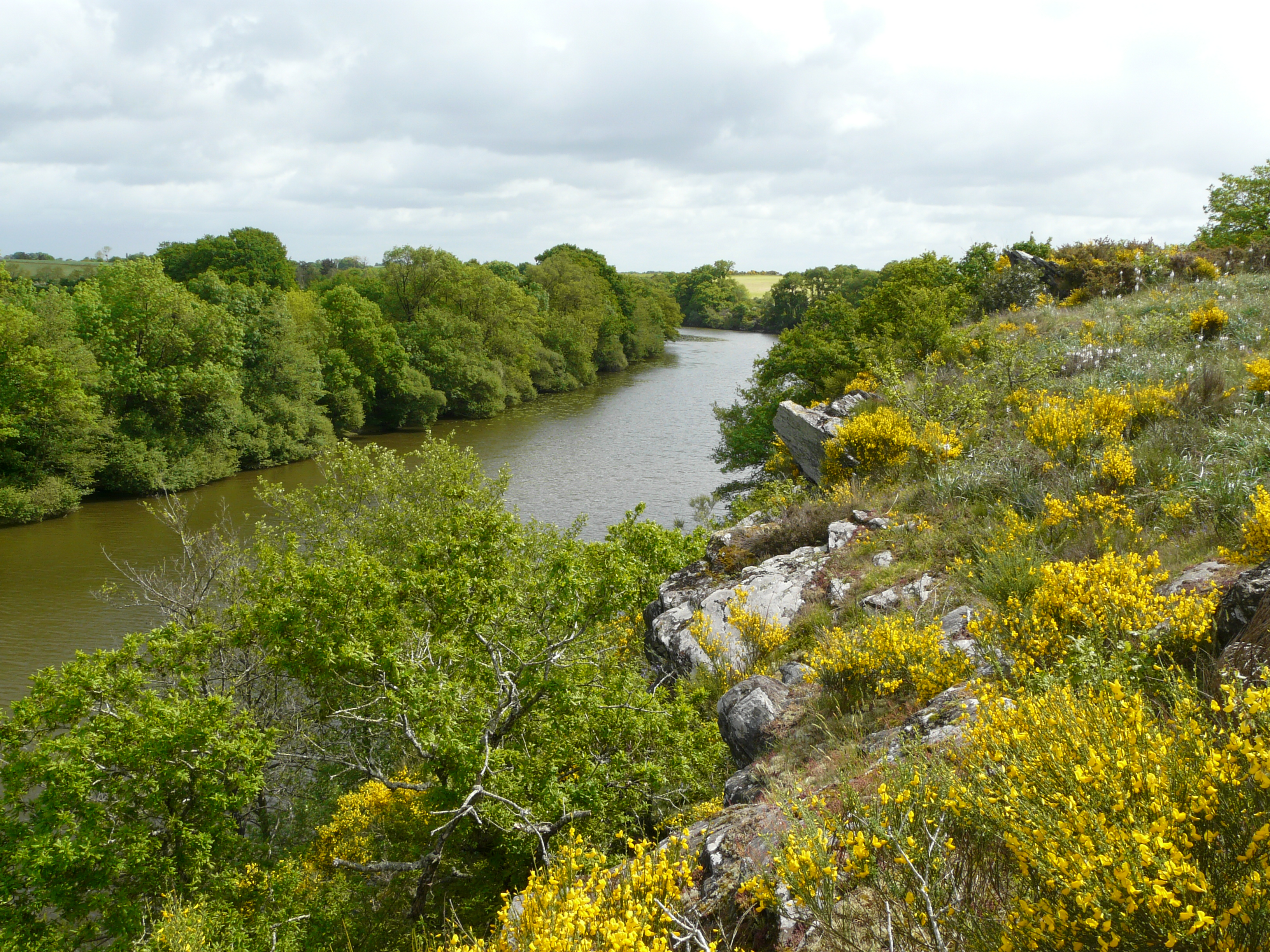
Vue d'ensemble de l'étang de la Forge en amont de Forgeneuve.
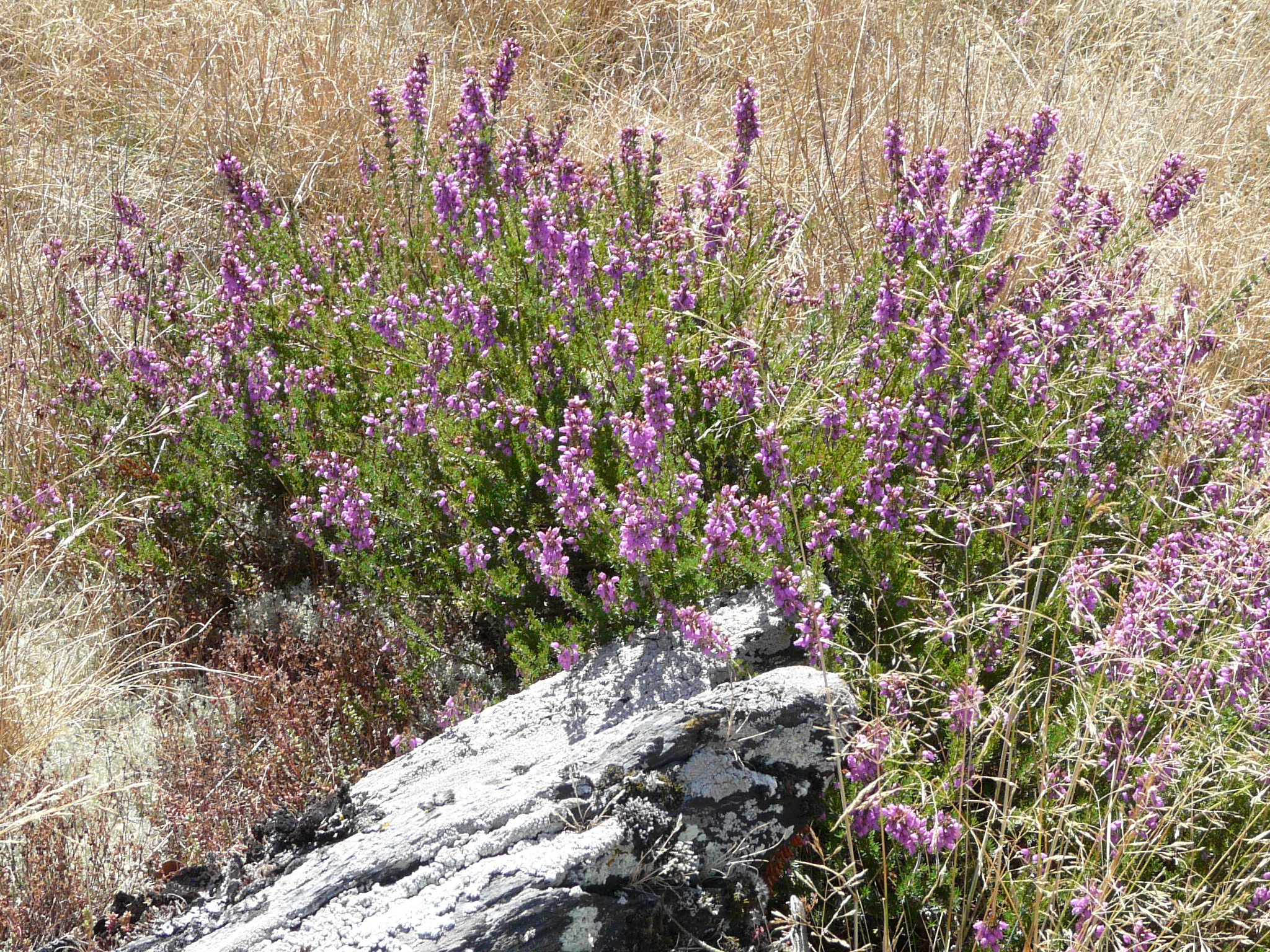
Bruyère en fleur sur schiste (lande de Forgeneuve).
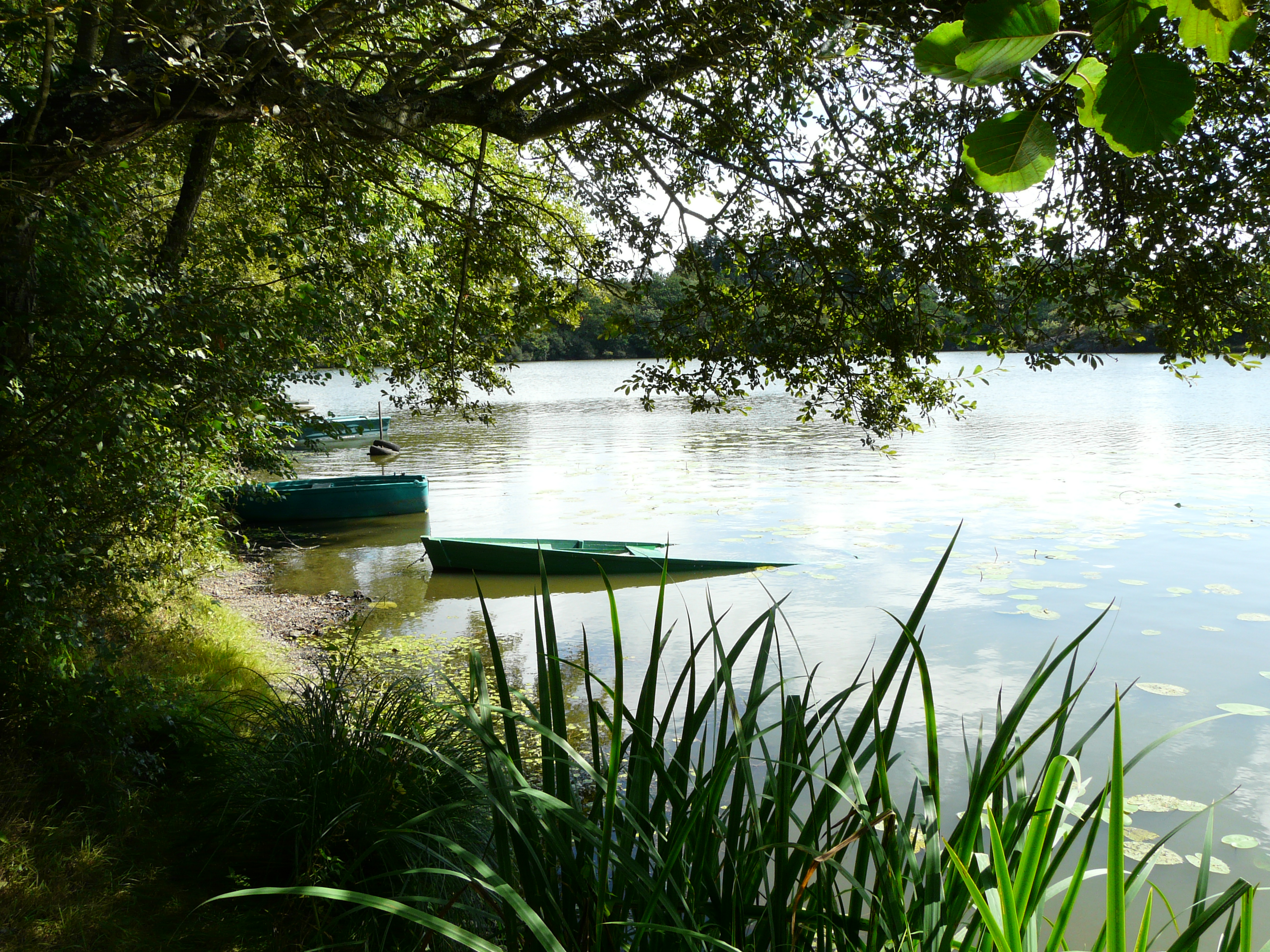
Berges de l'étang de la Forge à Forgeneuve.

### Emblèmes

#### Héraldique
| Blason | Blasonnement : De gueules à la tour d'or ouverte et maçonnée de sable, posée sur un mont d'argent ; au chef d'hermine. Commentaires : La tour évoque la position fortifiée sur la colline où se trouve le bourg entre Don et Gravote. Le chef d'hermine évoque le blasonnement d'hermine plain de la Bretagne, rappelant l'appartenance passée de la ville au duché de Bretagne. Blason conçu par Eugène Charron (délibération municipale du 24 octobre 1958), enregistré le 19 juillet 1972. |

#### Devise
La devise de Moisdon-la-Rivière : Vigilat Qui Custodit.

### Personnalités liées à la commune
- Jean Pacory, dit « Cœur de roi », un des chefs locaux de la Chouannerie.
- Gilbert Mercier, né à Moisdon, journaliste à L'Est républicain et homme de lettres. Il a notamment écrit Le pré à Bourdel, roman relatant la vie moisdonnaise pendant la Seconde Guerre mondiale.
- Edmond Durtelle de Saint-Sauveur, historien de la Bretagne.
- Roger Joxe (d) (1902-1978), normalien, professeur agrégé, historien, auteur de Les Protestants du comté de Nantes au seizième siècle et au début du dix-septième siècle, possède pendant plusieurs décennies et jusqu'à sa mort une propriété dans la commune. Son fils, François Joxe (1940-2020), acteur, metteur en scène et auteur de théâtre, en hérite et la vend dans les années 1980.
- Eugène Kérivel, militant et résistant communiste, marin pêcheur et capitaine côtier dans le service des Ponts et Chaussées à Saint-Nazaire. Fusillé à Châteaubriant - Carrière des fusillés le 21 octobre 1941, avec 26 autres otages aux côtés de Guy Môquet (17 ans), dans la 3ème et dernière salve. Pour éviter le recueillement de la population locale sur les tombes des suppliciés, leurs corps ont été disséminés et enterrés "à la sauvette" dans différents cimetières des communes environnantes. Celui d'Eugène fut enseveli à Moisdon-la-Rivière. Léoncie Kérivel, son épouse, militante communiste et résistante, également arrêtée à Indre en Juillet 1941 puis internée au camp de Choisel, une fois revenue de déportation le fera transférer à Basse-Indre (44) , lieu de leur dernier domicile.
- María Salvo (1920-2020), résistante espagnole, fut incarcérée au camp de Moisdon après la guerre d'Espagne.